# Осорес, Адриана
Адриа́на Осо́рес Муньо́с (исп. Adriana Ozores Muñoz) —  испанская актриса, принадлежит к известной семье Мариано Осореса Франсеса . Известна ролями в таких фильмах и телесериалах, как «В городе без границ», «Люди Пако», «Час храбрецов», «Гранд-отель».

## Биография
Адриана Осорес родилась 22 мая 1959 года в Мадриде, Испания. Внучка актёра Мариано Осореса Франсеса и Луисы Пучоль, дочь Хосе Луиса Осореса (умер, когда актрисе исполнилось девять лет) и Консепсион Муньос.
Актёрский дебют Адрианы состоялся в фильме 1980 года «El liguero mágico», который режиссировал дядя актрисы Мариано Осорес. В 1981—1983 годах она снимается ещё в некоторых картинах Мариано: «El hijo del cura», «Brujas mágicas» и других.
В 1998 году приглашена на роль Флоры в фильме «Час храбрецов» (исп. La hora de los valientes), за которую получила премию «Гойа». В 2005 году выходит фильм «Героин», где Осорес исполняет роль Пилар — матери сына-наркомана, которая вместе с другими такими же родителями создаёт ассоциацию для помощи наркозависимым.

## Фильмография
| Год       |   | Русское название | Оригинальное название                     | Роль                |
| --------- | - | ---------------- | ----------------------------------------- | ------------------- |
| 1980      | ф |                  | El liguero mágico                         | Дева                |
| 1981      | ф |                  | Queremos un hijo tuyo                     | Виртудес            |
| 1981      | ф |                  | Los chulos                                | Лусиа               |
| 1981      | ф |                  | Dos y dos, cinco                          | Гипнотезёрка        |
| 1981      | ф |                  | Brujas mágicas                            | Мара                |
| 1982      | ф |                  | Es peligroso casarse a los 60             | Хуанита             |
| 1982      | ф |                  | Cristóbal Colón, de oficio... descubridor | Асофаифа            |
| 1983      | ф |                  | La loca historia de los tres mosqueteros  | Констанция          |
| 1984      | ф |                  | El pan debajo del brazo                   | Изабель             |
| 1983—1984 | с |                  | El jardín de Venus                        |                     |
| 1985      | с |                  | La comedia musical española               | София/Соледат       |
| 1986—1987 | с |                  | Turno de oficio                           | Тере                |
| 1997      | ф |                  | ¿De qué se ríen las mujeres?              | Мари                |
| 1998      | ф | Час храбрецов    | La hora de los valientes                  | Флора               |
| 1999      | ф |                  | Cuando vuelvas a mi lado                  | Ана                 |
| 1999      | ф |                  | Manolito Gafotas                          | Каталина            |
| 2000      | ф |                  | Plenilunio                                | Сусана Грей         |
| 2001      | ф |                  | El palo                                   | Лола                |
| 2002      | ф |                  | La vida de nadie                          | Агата               |
| 2002      | ф |                  | El alquimista impaciente                  | Бланка Диес         |
| 2002      | ф |                  | En la ciudad sin límites                  | Пилар               |
| 2003      | ф |                  | La suerte dormida                         | Ампаро              |
| 2004      | ф |                  | Héctor                                    | Тере                |
| 2005      | ф | Героин           | Heroína                                   | Пилар               |
| 2005—2009 | с | Люди Пако        | Los hombres de Paco                       | Лола Кастро         |
| 2005      | ф | Метод Грёнхольма | El método                                 | Ана                 |
| 2009      | ф |                  | Nacidas para sufrir                       | Пурита              |
| 2010—2011 | с |                  | La duquesa                                | Кайетана (взрослая) |
| 2009      | ф |                  | No lo llames amor... llámalo X            | Мария               |
| 2011      | с | Гранд-отель      | Gran Hotel                                | Тереса Аларкон      |

## Награды и премии
| Название      | Год  | Категория                    | Фильм/телесериал                         | Результат |
| ------------- | ---- | ---------------------------- | ---------------------------------------- | --------- |
| Премия «Гойя» | 1999 | Лучшая актриса второго плана | La hora de los valientes (Час храбрецов) | Номинация |
| Премия «Гойя» | 1999 | Лучшая актриса второго плана | La hora de los valientes (Час храбрецов) | Победа    |
| Премия «Гойя» | 2000 | Лучшая актриса второго плана | Cuando vuelvas a mi lado                 | Номинация |
| Премия «Гойя» | 2001 | Лучшая женская роль          | Plenilunio                               | Номинация |
| Премия «Гойя» | 2003 | Лучшая женская роль          | La vida de nadie                         | Номинация |
| Премия «Гойя» | 2004 | Лучшая женская роль          | La suerte dormida                        | Номинация |
| Премия «Гойя» | 2006 | Лучшая женская роль          | Heroína (Героин)                         | Номинация |